# 宁安镇 (宁安市)
宁安镇，是中华人民共和国黑龙江省牡丹江市寧安市下辖的一个乡镇级行政单位。

## 行政区划
宁安镇下辖以下地区：
利民村、伊家村、河西村、红城村、临城村、临江村、红升村、新胜村、向阳村、兴盛村、兴林村、柳林村、教育村、三合村、长江村、联合村、双桥子村、黄旗沟村、上赊里村、福荣村、范家村、茂盛村、共和村、葡萄沟村、江南村、新安村、镇江村、小唐村、黄旗村和张家村。